# Hafen von Triëst
Hafen von Triëst (Nederlands: Haven van Triëst) is een klein schilderij van de expressionistische Oostenrijkse kunstschilder Egon Schiele, door hem geschilderd in 1907, op zeventienjarige leeftijd, 24,6 x 18 centimeter groot. Het werk bevindt zich sinds 2006 in privébezit. Oorspronkelijk bevond het zich in de kunstverzameling van de Weense tandarts Heinrich Rieger, die in 1942 in Theresienstadt vermoord werd.

## Context
Schiele was de zoon van een spoorwegambtenaar en mocht daardoor vrij reizen. Daar maakte hij veel gebruik van en het maakte hem tot een hartstochtelijk reiziger. Reeds op jonge leeftijd toonde hij een opvallende drang naar verre landen. Amper zeventienjaar oud maakte hij, zonder toestemming, met zijn vier jaar jongere zus Gerti een tweedaagse trip naar Triëst, waar hij met haar overnachtte in een hotel. Hafen von Triëst geeft een weerslag van dit verblijf.

## Afbeelding
Hafen von Triëst laat ten volle Schieles vroeg ontwikkelde talent zien. Nog maar sinds twee jaar studerend aan de Weense kunstacademie, lijkt hij de academische principes van zijn leermeesters reeds te zijn ontgroeid en laat hij zijn bijzondere experimentele drang zien. Het werk toont duidelijk de invloed van Gustav Klimt, wiens werk Schiele toen net had leren kennen. De arabeskachtige stijl en het decoratieve karakter verwijzen onmiskenbaar naar de jugendstil.

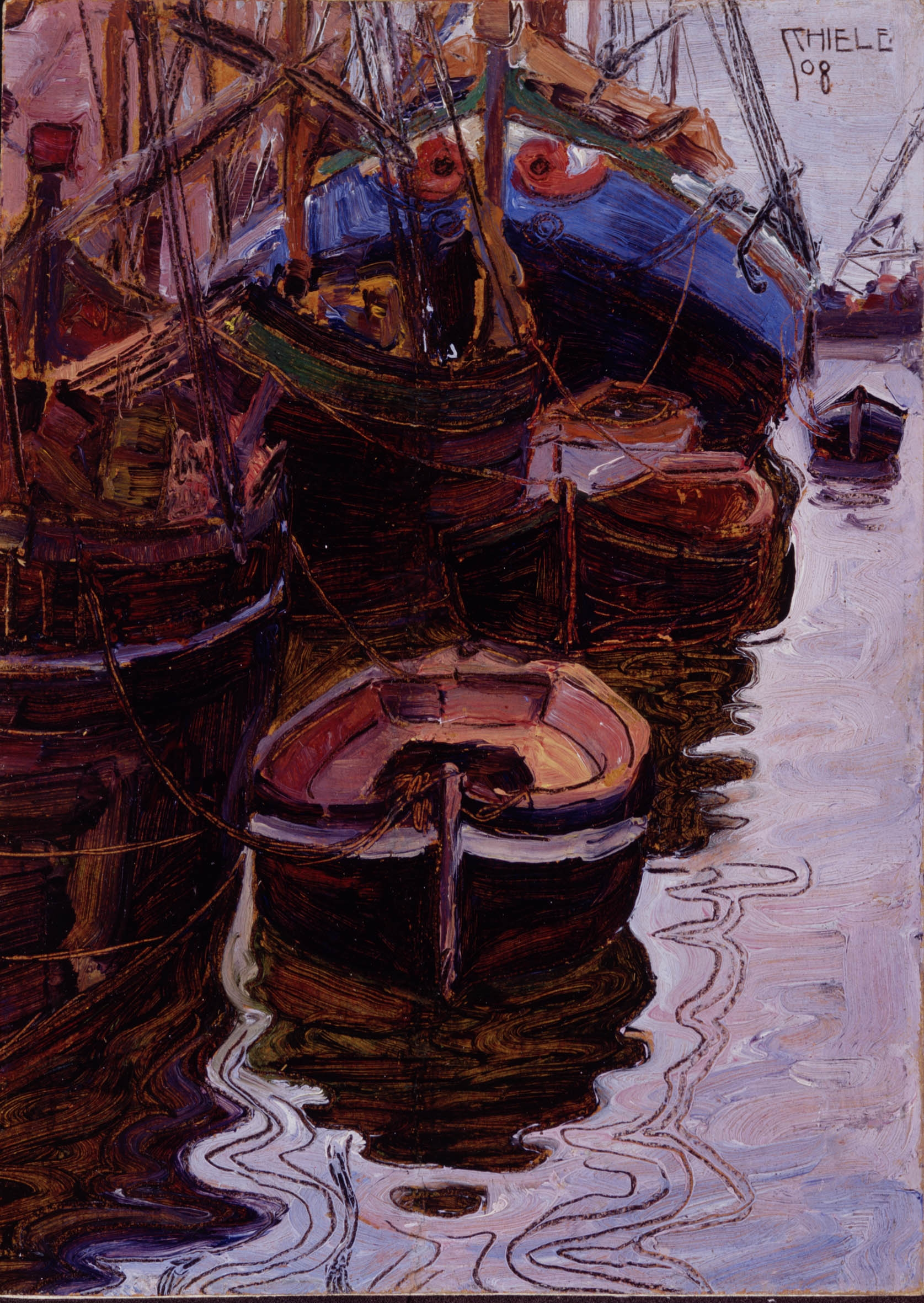
Boote im Hafen von Triëst, gemaakt tijdens een later bezoek aan Triëst, in 1908.

Hafen von Triëst toont echter ook een duidelijk eigen karakter. Het wordt wel gezien als het eerste werk waarin Schieles toekomstige expressionistische stijl zich duidelijk aftekent, met name in de stilering van de in het water reflecterende lijnen. Hij gebruikte een ongewone en gedurfde techniek door met potlood in de nog natte verf te werken, hetgeen ook toen al wees op zijn enorme drang tot experimenteren. Ook zijn bijzondere tekenvaardigheid al is duidelijk zichtbaar, vooral in het gemak van de vloeiende lijnvoering.

## Historie
"Hafen von Triëst" bevond zich oorspronkelijk in het bezit van de Weens-Joodse tandarts en kunstverzamelaar Heinrich Rieger, die in 1942 in Theresienstadt vermoord werd. Rieger was goed bevriend met Schiele en andere kunstenaars van Weense sezession en bouwde in de eerste decennia van de twintigste eeuw een kunstverzameling op van zo'n 800 werken, waaronder 50 tekeningen van Schiele en meerdere schilderijen. Tijdens het nazi-bewind werd zijn collectie geconfisqueerd, na de oorlog bleken veel van zijn werken zoek.
In 1958 kocht het Land Steiermark "Hafen von Triëst" onwetend van de Salzburgse kunsthandelaar Friedrich Welz en plaatste het in de Neuen Gallerie am Landesmuseum Joanneum in Graz. Daar trok binnen de kunstwereld het weinig aandacht en kon het bijna een halve eeuw blijven hangen, hoewel de inventaris van Riegers collectie openbaar was. Pas in 2005 ontdekte het Landesmuseum Joanneum zelf, bij een onderzoek naar werken van onbekende herkomst, hoe het met de herkomst van het werk zat, waarna het in februari 2006 gerestitueerd werd. Na de restitutie verdween het werk uit de openbaarheid. De erven van Rieger lieten het werk in juni 2006 voor ruim een miljoen pond sterling veilen bij Christie's aan een particuliere koper.